# ژروم بونی
ژروم بونی (انگلیسی: Jérôme Baugnies؛ زادهٔ ۱ آوریل ۱۹۸۷) دوچرخه‌سوار اهل بلژیک است.
از باشگاه‌هایی که در آن بازی کرده‌است می‌توان به اسپورت فلاندر-بالوزه، بورا–هانسگروهه، و وانتی–گروپ گوبر اشاره کرد.